# Michaela Onyenwere
Michaela Nne Onyenwere (/ˌoʊnjənˈwɛdeɪ/; Aurora, Colorado, 10 d'agost de 1999) és una jugadora de bàsquet nigeriana-americana, que juga a l'Spar Girona i a l'equip New York Liberty de la WNBA.
A l'escola secundària, Onyenwere va ser nomenada McDonald's All-American el 2017. Després de la temporada 2017-18, Onyenwere va ser nomenada a l'equip Pac-12 All-Freshman. Va jugar a bàsquet universitari amb els Bruins de la UCLA de la Conferència Pac-12.
A la temporada 2018-19, la segona temporada d'Onyenwere, va ser nomenada a l'equip All-Pac-12 i a l'equip Media All-Pac-12, i va ocupar el segon lloc al Pac-12 per rebots ofensius per partit. Després d'aquella temporada, va guanyar una convocatòria a l'equip estatunidenc de bàsquet femení per als Jocs Panamericans del 2019.
A la temporada 2019-20, Onyenwere va ser novament nomenada per a l'equip All-Pac-12, juntament amb la seua companya d'equip Japreece Dean.

## Carrera professional
Onyenwere va ser seleccionada sisena al Draft WNBA 2021, fitxant pel New York Liberty.
En la temporada de debutant, el 2021, Onyenwere va ser nomenada Novata de l'Any de la WNBA 2021, sent considerada la principal candidata durant la major part de la temporada, guanyant tots els premis de Novata del Mes per convertir-se en la cinquena jugadora de la història de la WNBA en ser hegemònica en la categoria durant una temporada. Al llarg de la temporada, el temps de joc i la producció d'Onyenwere va disminuir, però continuava sent la jugadora debutant més productiva per cert marge. Va fer una mitjana de 8,6 punts i 2,9 rebots per partit, liderant tots els debutants en anotació i triples realitzats (37). L'última vegada que el màxim anotador novell no va fer una mitjana de xifres dobles va ser el 2005, quan Tameka Johnson va aconseguir 9,3 punts per partit per als Washington Mystics. El draft del 2021 va ser una de les classes de debutants més febles de la història recent.
El setembre del 2021 va patir una lesió. El desembre del 2021, amb la temporada regular americana finalitzada, va fitxar per l'Spar Girona.